# Etel Adnan
Etel Adnan (Beirut, 24 de febrero de 1925-París, 14 de noviembre de 2021) fue una artista visual, pintora, poeta, escritora, autora y dibujante franco-libanesa nacionalizada estadounidense. Escribió en francés, en inglés y en árabe.
En 2003, la revista de la Sociedad para el estudio de la literatura multiétnica de los Estados Unidos, dijo de Adnan « innegablemente es la escritora árabe-estadounidense más célebre y consumada de la actualidad. »
Según la poeta, «como todo escritor serio, su público no puede ser reducido a sus pares árabes o a un público árabe-estadounidense. Los libros tienen su propia vida y nadie puede asegurar su destino. La única cosa que podemos constatar es la existencia de un corpus creciente de una literatura árabe-estadounidense y el esfuerzo de la gente que intenta conocerla y hacerla conocer.»

## Vida
Hija de una madre griega, cristiana y de un padre sirio musulmán, creció hablando griego y turco en una sociedad principalmente arabófona. Además, fue educada en una escuela de un convento francés, y es así como el francés comienza siendo su primer idioma de escritura, el de sus primeros trabajos literarios. Estudia inglés desde muy joven y la mayor parte de sus últimos escritos han sido redactados principalmente en este idioma.
Atrapada por los idiomas, en su juventud, reencuentra su voz primaria en la pintura más que en la escritura. En 1996, se recuerda: « El arte abstracto era el equivalente a la expresión poética ; no sentí la necesidad de pertenecer a una cultura orientada hacia el lenguaje sino más bien a una forma más abierta de expresión. »
A los veinticuatro años, viajó a París, en donde termina sus estudios de filosofía en la Sorbona. Algún tiempo más tarde, parte para los Estados Unidos en dónde continúa sus estudios superiores en la Universidad de la California, Berkeley y en la Universidad de Harvard. Enseñó filosofía del arte en la Universidad Dominicana de California en San Rafael durante muchos años, y dio conferencias en diversas Universidades estadounidenses. En sus últimos años dividía su tiempo entre California, Francia y el Líbano.

## Obra

### En francés
- La vie est un tissage, Galerie Lelong, 2016
- A propos de la fin de l'Empire Ottoman, Galerie lelong, 2015
- Le Prix que nous ne voulons pas payer pour l'amour, Galerie lelong, 2015
- Prémonition, Galerie Lelong, 2015
- Ce Ciel qui n'est pas, Poesía. Edición bilingüe (francés-árabe): Túnez: Tawbad, coll. Alkacida, 2008.(Ilustraciones, tintas de: Maya Le Meur).
- Ce ciel qui n'est pas. Poesía. París: L’Harmattan, 1997.
- Rachid Korachi: Ecriture passion, avec Rachid Korachi et Jamel-Eddine Bencheikh. Argel: Galería Mhamed Issiakhem, 1988.
- L'Apocalypse arabe. París: Ediciones Papyrus, 1980.
- Sitt Marie Rose. París: Des Femmes, 1978.
- Jbu & l'Express Beyrouth enfer. París: P.J. Oswald, 1973.
- Une journée à New York, Túnez: Tawbad, coll. Alkacida.
- Le 27 Octobre 2003, Túnez: Tawbad, coll. Alkacida.
- Vendredi 25 Mars à 16 heures, Túnez: Tawbad, coll. Alkacida.

### En inglés
- Master of the Eclipse (2009)
- Seasons (2008)
- In the Heart of the Heart of Another Country (2005)
- In/somnia (2002)
- There: In the Light and the Darkness of the Self and of the Other (1997)
- To Write in a Foreign Language (1996)
- Of Cities and Women, Letters to Fawwaz (1993)
- Paris, When It's Naked (1993)
- The Spring Flowers Own and the Manifestations of the Voyage (1990)
- The Arab Apocalypse (1989)
- Journey to Mount Tamalpais: An Essay (1985)
- The Indian Never Had a Horse and Other Poems (1985)
- From A to Z Poetry (1982)

### En árabe
- al-Sitt Mari Ruz: riwayah. (Sitt Marie Rose.), with Jirum Shahin and Firyal Jabburi Ghazul.Al-*Qahirah: al-Hayah al-Ammah li-Qusur al-Thaqafah, 2000.
- n mudun wa-nisa: rasail il Fawwaz. (Of Cities and Women.) Bayrut: Dar al-Hihar, 1998.
- Kitab al-bahr; kitab al-layal; kitab al-mawt; kitab al-nihayah, with Abid Azarih. Bayrut: Dar Amwaj, 1994.
- al-Sitt Marie Ruz. Bayrut: al-Mu-assasah al-Arabiyah lil-Dirasat wa-al-Nashr, 1979.

## Crítica literaria
- Amireh, Amal; "Bearing Witness: The Politics of Form in Etel Adnan's Sitt Marie Rose." Critique: Critical Middle Eastern Studies, 2005 Fall; 14 (3): 251-63. (journal article)

- Amyuni, Mona Takieddine. "Etel Adnan & Hoda Barakat: De-Centered Perspectives, Subversive Voices." IN: Poetry's Voice-Society's Norms: Forms of Interaction between Middle Eastern Writers and Their Societies. Ed. Andreas Pflitsch and Barbara Winckler. Wiesbaden, Germany: Reichert; 2006. p. 211–21

- Cassidy, Madeline. "'Love Is a Supreme Violence': The Deconstruction of Gendered Space in Etel Atnan's Sitt Marie Rose." IN: Violence, Silence, and Anger: Women's Writing as Transgression. Ed. Deirdre Lashgari. Charlottesville: UP of Virginia; 1995. p. 282–90

- Champagne, John G. "Among Good Christian Peoples: Teaching Etel Adnan's Sitt Marie Rose." College Literature, 2000 Fall; 27 (3): 47-70.

- Fernea, Elizabeth. "The Case of Sitt Marie Rose: An Ethnographic Novel from the Modern Middle East." IN: Literature and Anthropology. Ed. Philip Dennis and Wendell Aycock. Lubbock: Texas Tech UP; 1989. p. 153–164

- Foster, Thomas. "Circles of Oppression, Circles of Repression: Etel Adnan's Sitt Marie Rose." PMLA: Publications of the Modern Language Association of America, 1995 Jan; 110 (1): 59-74.

- Ghandour, Sabah. "Gender, Postcolonial Subject, and the Lebanese Civil War in Sitt Marie Rose." IN: The Postcolonial Crescent: Islam's Impact on Contemporary Literature. Ed. John C. Hawley. New York, NY: Peter Lang; 1998. p. 155–65

- Hajjar, Jacqueline A. "Death, Gangrene of the Soul, in Sitt Marie Rose by Etel Adnan." Revue Celfan/Celfan Review, 1988 May; 7 (3): 27-33.

- Hartman, Michelle. "'This Sweet/Sweet Music': Jazz, Sam Cooke, and Reading Arab American Literary Identities." MELUS: The Journal of the Society for the Study of the Multi-Ethnic Literature of the United States, 2006 Winter; 31 (4): 145-65.

- Karnoub, Elisabeth. "'Une Humanité qui ne cesse de crucifier le Christ': Réécriture du sacrifice christique dans Sitt Marie Rose de Etel Adnan." IN: Victims and Victimization in French and Francophone Literature. Ed. Buford Norman. Ámsterdam, Netherlands: Rodopi; 2005. p. 59–71.

- Kilpatrick, Hilary. "Interview with Etel Adnan (Lebanon)." IN: Unheard Words: Women and Literature in Africa, the Arab World, Asia, the Caribbean and Latin America. Ed. Mineke Schipper. Trans. Barbara Potter Fasting. London: Allison & Busby; 1985. p. 114–120.

- Layoun, Mary N. "Translation, Cultural Transgression and Tribute, and Leaden Feet." IN: Between Languages and Cultures: Translation and Cross-Cultural Texts. Ed. Anuradha Dingwaney and Carol Maier. Pittsburgh, PA: U of Pittsburgh P; 1995. p. 267–89.

- Marie, Elisabeth Anne. Sacrifice, sacrifée, sacrificatrice: L'étrange triptyque: Sacrifices au féminin dans trois romans francophones libanais. Dissertation Abstracts International, Section A: The Humanities and Social Sciences, mayo de 2003; 63 (11): 3961. U of North Carolina, Chapel Hill, 2002.

- Mejcher-Atassi, Sonja. "Breaking the Silence: Etel Adnan's Sitt Marie Rose and The Arab Apocalypse." IN: Poetry's Voice-Society's Norms: Forms of Interaction between Middle Eastern Writers and Their Societies. Ed. Andreas Pflitsch and Barbara Winckler. Wiesbaden, Germany: Reichert; 2006. p. 201–10.

- Mustafa, Daliya Sa'id (translator). "Al-Kitabah bi-lughah ajnabiyyah." Alif: Journal of Comparative Poetics, 2000; 20: 133-43 (Arabic section); 300-01 (sección en inglés)

- Muzaffar, May. "Iytil 'Adnan: Qarinat al-nur wa-al-ma'." Arabi, febrero de 2007; 579: 64-68.

Obank, Margaret. "Private Syntheses and Multiple Identities." Banipal: Magazine of Modern Arab Literature, junio de 1998; 2: 59-61.
- Shoaib, Mahwash. "Surpassing Borders and 'Folded Maps': Etel Adnan's Location in There." Studies in the Humanities, 2003 June-Dec; 30 (1-2): 21-28.

- Willis, Mary-Angela. "Francophone Literature of the Middle East by Women: Breaking the Walls of Silence." IN: Francophone Post-Colonial Cultures: Critical Essays. Ed. Kamal Salhi. Lanham, MD: Lexington; 2003. p. 64–74.

- Willis, Mary-Angela. La Guerre démasquée à travers la voix féminine dans Sitt Marie Rose d'Etel Adnan et Coquelicot du massacre d'Evelyne Accad. Dissertation Abstracts International, Section A: The Humanities and Social Sciences, 2002 Mar; 62 (9): 3061. U of Alabama, 2001.